# 科波羅彭
科波羅彭（法語：Koporo Pen），是馬里的城鎮，位於該國中部，由莫普提區的科羅省負責管轄，面積331平方公里，海拔高度245米，2009年人口18,690，人口密度每平方公里56.44人。